# کاپراریکا دی لچه
کاپراریکا دی لچه (به ایتالیایی: Caprarica di Lecce) یک کومونه در ایتالیا است که در استان لچه واقع شده‌است.

## خصوصیات
کاپراریکا دی لچه ۱۰ کیلومترمربع مساحت و ۲٬۶۰۹ نفر جمعیت دارد و ۶۰ متر بالاتر از سطح دریا واقع شده‌است.